# Sturm im Wasserglas (1960)
Sturm im Wasserglas ist eine deutsche Filmkomödie und ein Liebesfilm des ungarischen Regisseurs Josef von Báky aus dem Jahr 1960. Die Literaturverfilmung basiert auf einem Bühnenstück des Schriftstellers Bruno Frank. In der Hauptrolle verkörpert Peter Lühr den überaus korrekten Stadtrat Dr. Thoss.

## Handlung
Dr. Thoss, seines Zeichens ein besonders ehrgeiziger Beamter im öffentlichen Dienst, lässt es nicht zu, dass eine arme Blumenfrau nicht mehr in der Lage ist, die Steuer für ihren Hund zu bezahlen. Um der Öffentlichkeit zu zeigen, dass Steuern gezahlt werden müssen und auch um sich selbst für die nächste Bürgermeisterwahl zu profilieren, beschließt er, an der Blumenfrau ein Exempel zu statuieren: Er ist fest entschlossen, der Frau ihren Hund wegzunehmen und ihn von Amts wegen töten zu lassen.
Auf diesen Umstand wird der Journalist Hans Burdach aufmerksam, der zwar in Thoss' attraktive Tochter Viktoria verliebt ist, aber sich dennoch dazu entschließt, diesen, in seinen Augen, ungeheuerlichen Amtsmissbrauch an das Licht der Öffentlichkeit zu bringen. In der Folge ist die Bevölkerung über die geplante Aktion des Beamten Thoss derart empört, dass es zu einer Gerichtsverhandlung kommt, in der am Ende das Leben des Hundes verschont bleibt, dessen verarmte Besitzerin finanziell saniert ist und das Liebespaar Hans und Viktoria fortan in eine gemeinsame Zukunft blicken können.

## Produktionsnotizen
Die Dreharbeiten begannen im Februar 1960 und endeten im darauffolgenden Monat. Gedreht wurde in den CCC-Studios in Berlin-Spandau. Wolfgang Brünjes und Karl-Heinz Vogelmann waren die Standfotografen, Erich Kettelhut und Johannes Ott waren für die Filmbauten zuständig.
Sturm im Wasserglas wurde am 3. Mai 1960 in den Münchner Rathaus-Lichtspielen uraufgeführt. Den späteren Verleih übernahm die Europa-Filmverleih GmbH in Hamburg. Im deutschen Fernsehen wurde der Film erstmals am 4. Dezember 1966 in der ARD ausgestrahlt.

## Kritiken
Das Lexikon des internationalen Films bescheinigt dem Film, die Vorlage Bruno Franks in die Gegenwart versetzt und mit einer Prise Kabarettismus für damalige Verhältnisse zeitgemäß gewürzt zu haben.